# Класс (биология)
Класс (лат. classis, мн. ч. classes) — один из основных рангов иерархической классификации в биологической систематике.
В иерархии систематических категорий класс стоит ниже типа и выше отряда (в зоологической систематике) и ниже отдела и выше порядка (в ботанической систематике).
Примеры:
- Бабочка-капустница (Pieris brassicae) относится к классу Насекомые (Insecta).
- Растение Пиерис японский (Pieris japonica) относится к классу Двудольные (Magnoliopsida).

Иногда используются также производные ранги:
- надкласс (лат. superclassis) — ранг выше класса,
- подкласс (лат. subclassis) — ранг ниже класса,
- инфракласс (лат. infraclassis) — ранг ниже подкласса.

## Названия классов
Названия классов, как и названия других таксонов, ранг которых выше рода, являются униномиальными, то есть состоят из одного слова — существительного (или прилагательного, используемого как существительное) во множественном числе, написанного с заглавной буквы.
В ботанике и микологии для названий классов и подклассов используются стандартизированные окончания (эти окончания только рекомендуются, но не являются обязательными). В вирусологии для названий классов и подклассов стандартизированные окончания обязательны:
|                 | класс      | подкласс     |
| высшие растения | -opsida    | -idae        |
| водоросли       | -phyceae   | -phycidae    |
| грибы           | -mycetes   | -mycetidae   |
| вирусы          | -viricetes | -viricetidae |